# 葛曦
葛曦（1545年—1592年），字仲明，號鳳池，山東德平縣人，明朝政治人物。萬曆丙子解元、癸未進士。官至南京國子監司業。

## 生平
萬曆四年（1576年）丙子科山東鄉試第一名，萬曆十一年，登進士第三甲第六十五名。改翰林院庶吉士，十三年授检讨，十七年任禮部會試易三房考官，越岁陪推南京國子監司業，万历二十年（1592年）卒，年仅四十八。

## 家族
曾祖父葛環，曾任累贈資政大夫都察院左都御史；祖父葛守禮，曾任資政大夫都察院左都御史加太子少保致仕 贈太子少保 諡端肅；父親葛引生，累贈戶部員外郎，母靳氏（累贈宜人）。